# Yasin Palaz
Yasin Palaz (* 21. Juni 1988 in Istanbul) ist ein türkischer Fußballspieler.

## Karriere
Palaz begann mit dem Vereinsfußball in der Jugend von Öncü Kolej SK und spielte anschließend für die Jugendmannschaften von Doğan Güneşspor und Yalovaspor. Bei Letzterem wurde er 2005 mit einem Profivertrag versehen und in die 1. Männermannschaft aufgenommen. Nach einer Saison lieh ihn sein Verein an den Viertligisten Orhangazi Gençlerbirliği aus und gab ihn im Sommer 2007 samt Ablöse an diesen Verein ab. Im Februar 2008 verließ Palaz auch diesen Verein und zog zu Bilecikspor. Nachfolgend spielte er für eine ganze Reihe von türkischen Viert- und Drittligisten.
Zur Saison 2015/16 wurde er vom Zweitligisten Alanyaspor verpflichtet. Mit diesem Verein beendete er die Saison 2015/16 als Play-off-Sieger und stieg damit in die Süper Lig auf. An dem vierten Aufstieg seiner Karriere war er mit 14 Ligaspieleinsätzen beteiligt. Nach dem Aufstieg mit Alanyaspor, kehrte er kurzzeitig zu Osmanlıspor FK zurück und wurde gegen Ende der Sommertransferperiode 2016 mit Büyükşehir Gaziantepspor an einen anderen Zweitligisten ausgeliehen.

## Erfolge
Mit Balıkesirspor
- Vizemeister der TFF 3. Lig und Aufstieg in die TFF 2. Lig: 2009/10

Mit Altınordu Izmir
- Play-off-Sieger der TFF 3. Lig und Aufstieg in die TFF 2. Lig: 2010/11

Mit Aydınspor 1923
- Meister der TFF 3. Lig und Aufstieg in die TFF 2. Lig: 2012/13

Mit Alanyaspor
- Play-off-Sieger der TFF 1. Lig und Aufstieg in die Süper Lig: 2015/16